# نادي شهر خودرو
نادي شهر خودرو خراسان لكرة القدم (بالفارسية: باشگاه فوتبال شهر خودرو خراسان‏) هو نادي رياضي لكرة القدم في إيران، تأسس في سنة 2013 باسم نادي بديده مشهد لكرة القدم (بالفارسية: باشگاه فوتبال پدیده مشهد).
يلعب في دوري المحترفين الإيراني، ويقع مقره في مدينة مشهد الإیرانیة في ملعب الإمام الرضا.
وهو أحد ممثلي إيران في دوري أبطال آسيا في موسم 2020.

## المشاركة في دوري أبطال آسيا
| الموسم | منافسة                 | النتيجة                  | لعب | فوز | تعادل | خسارة |
| ------ | ---------------------- | ------------------------ | --- | --- | ----- | ----- |
| 2020   | تصفيات دوري أبطال آسيا | تقدم إلى دور المجموعات   | 2   | 1   | 1     | 0     |
| 2020   | دوري أبطال آسيا        | الإقصاء في دور المجموعات | 4   | 0   | 0     | 4     |

## بطولة
أبطال القسم الثاني من الدوري الإيراني دوري آزادغان 2013–14 والترقية إلى دوري المحترفين الإيراني 2014–15

## تغییر الاسم
تم تغيير اسم النادي من بدیده إلى نادی شهر خودرو مشهد في عام 2018

## روابط خارجية
- الموقع الرسمي باللغة الفارسية
- مشهد
- إیران
- الخراسان الرضوی